# SN 2002eg
SN 2002eg – supernowa typu IIb odkryta 26 lipca 2002 roku w galaktyce UGC 11486. W momencie odkrycia miała maksymalną jasność 17,50m.